# Чао Тхонг Лан
Чао Тхонг Лан (тайск. ทองลัน) — король Аютии, исторического государства на территории современного Таиланда, вступивший на престол после смерти своего отца Бороморачи I и через неделю свергнутый прежним правителем страны Рамесуаном (в своё время также свергнутым его отцом и теперь севшим на трон во второй раз). Был казнён как королевская особа — его шею перебили дубинкой из сандалового дерева. Таким образом он стал первым королём Аютии, который был казнён. В 1388 (1389) году, на который пришлись его правление и смерть, юному королю было 15 (по другому источнику 17) лет. Мотивами Рамесуана, который приходился Чао Тхонг Лану родственником, могли быть как просто желание захватить власть в стране, так и месть его уже покойному отцу за собственное свержение или за нарушение уговора — существует мнение, что Рамесуан уступил престол Боромораче I с условием, что тот будет править сам, но своим наследником сделает снова Рамсесуана, однако после рождения сына-наследника Бороморача I передумал и уговор нарушил.